# Nyrt
Eine Nyrt oder Nyrt. (kurz für “nyilvánosan működő részvénytársaság”, übersetzt “öffentlich betriebene Aktiengesellschaft”) ist eine ungarische Unternehmensform der offenen Aktiengesellschaft und entspricht der deutschen börsennotierten AG. Sie wird im ungarischen Recht vom 15. März 2014 über das Gesellschaftsrecht geregelt.
Das benötigte Stammkapital bei einer Nyrt beträgt mindestens 20 Millionen HUF und die Aktien können der Öffentlichkeit angeboten werden. Bei der ungarischen geschlossenen Aktiengesellschaft Zrt (ungarisch kurz für “zártkörüen müködö részvénytársaság”) beträgt der Mindestbetrag 5 Millionen HUF.